# Cerimônia de abertura dos Jogos Olímpicos de Inverno de 2006

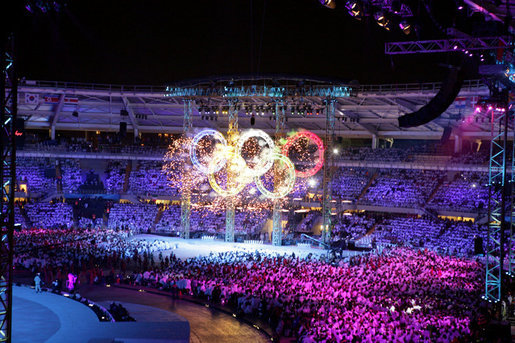
Fogos em estrutura alusiva aos anéis olímpicos durante a cerimônia de abertura.

A Cerimônia de abertura dos Jogos Olímpicos de Inverno de 2006 aconteceu no dia 10 de fevereiro no Estádio Olímpico de Turim, na Itália. Durante três horas, 35 mil espectadores no estádio e dois bilhões em todo o mundo assistiram a apresentações artísticas, discursos e desfiles das delegações.
O evento começou com o segmento "Faíscas da Paixão", em que patinadores com chamas lançadas a partir dos seus capacetes correram pelo estádio. Após a aparição do ex-ginasta italiano Yuri Chechi, vestido como um xamã responsável por abrir o espetáculo, quatro mil voluntários fizeram uma série de coreografias específicas representando corações, os povos dos Alpes e animais típicos da região, como vacas.

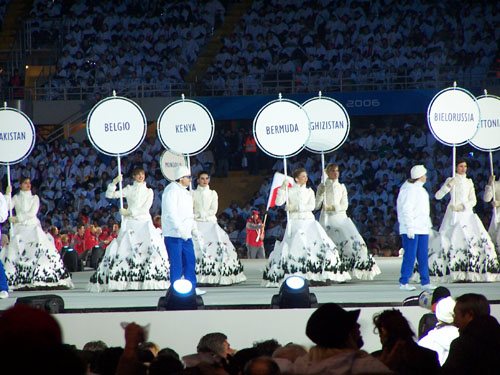
Desfile das delegações na cerimônia de abertura.

Após a primeira parte artística, a bandeira da Itália foi trazida ao estádio pelas mãos da modelo italiana (e futura primeira-dama da França) Carla Bruni e hasteada pelo estilista Giorgio Armani ao som do Il Canto degli Italiani, o hino nacional da Itália, cantada por Eleonora Benetti, menina de nove anos vestida de tricolor. Seguiu-se o desfile dos 2500 atletas de 80 países participantes dos Jogos, com duração de quase uma hora. Seguindo a tradição, a Grécia foi a primeira delegação a desfilar. Albânia, Argélia e Costa Rica fizeram sua estreia nos Jogos de Inverno. Dois fatos memoráveis foram protagonizados por países asiáticos. Enquanto as Coreias do Norte e do Sul desfilaram juntas, a China escolheu pela primeira vez na história uma mulher para conduzir a bandeira do país. A patinadora Yang Yang (A) conquistaria um bronze nos Jogos de Turim.
Após o desfile, uma segunda parte artística apresentou a história italiana a partir do Renascimento, com destaque para a arte do país. A Bandeira Olímpica foi conduzida pela primeira vez na história por oito mulheres: Nawal El Moutawakel, ex-atleta e campeã olímpica nascida no Marrocos, Maria Mutola, ex-atleta moçambicana, Manuela Di Centa, ex-esquiadora italiana e dona de sete medalhas olímpicas, Isabel Allende, escritora chilena, Wangari Maathai, queniana vencedora do Prêmio Nobel da Paz, Somaly Mam, ativista do Camboja e as atrizes Susan Sarandon, americana embaixadora da Unicef, e Sophia Loren, italiana embaixadora do Alto Comissariado das Nações Unidas para os Refugiados.
Na parte final da cerimônia, a esquiadora cross-country Stefania Belmondo acendeu a pira olímpica durante uma grande queima de fogos de artifício. Já com a pira acesa, o tenor Luciano Pavarotti cantou Nessun Dorma, da ópera Turandot, de Giacomo Puccini. Em 2008, entretanto, foi divulgado que a apresentação de Pavarotti foi dublada. Portador de um câncer pancreático, o tenor viria a morrer meses depois desta apresentação.